# Korynesporoza pomidora

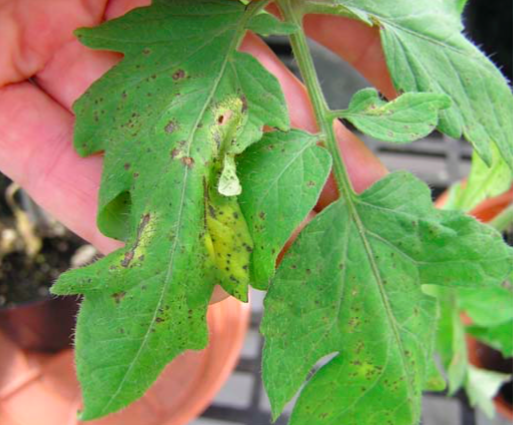

Korynesporoza pomidora (ang. leaf spot of tomato) – grzybowa choroba pomidora (Solanum lycopersicum) wywołana przez Corynespora cassiicola.

## Objawy i szkodliwość
Corynespora cassiicola atakuje ponad 530 gatunków roślin w 53 rodzinach. Najczęściej występuje w tropikach i subtropikach, gdzie powoduje duże szkody ekonomiczne na plantacjach roślin uprawnych. Występuje na szerokiej gamie upraw, w tym fasoli i innych roślin strączkowych, papryce, ogórku i innych dyniowatych, sałacie, papai. Jej żywicielami są również rośliny ozdobne i chwasty. Atakuje także pomidora, u którego wywołuje korynesporozę pomidora. Choroba ta opisana została po raz pierwszy w Sierra Leone w 1936 r. Staje się coraz poważniejszym problemem rolników na Florydzie w USA. Jest tutaj jedną z najgroźniejszych chorób pomidora.
Pierwsze objawy infekcji to ciemne plamki wielkości kropek. Można je łatwo pomylić z bakteryjną plamistością wywołaną przez Xanthomonas sp. Z biegiem czasu zmiany rozwijają się na zewnątrz w postaci plam. Ich środkowa część ma kolor od jasnobrązowego do szarego, brzegi są ciemnobrązowe. Często też występują chlorotyczne otoczki. W odpowiednich warunkach środowiskowych zmiany mogą się łączyć, tworząc na liściach duże, zarażone obszary, które powodują ich przedwczesne opadanie. Plamy pojawiają się również na owocach. Początkowo są to małe, zapadnięte brązowe plamki, ale stopniowo powiększają się, stają się ciemniejsze i bardziej wklęsłe. W miarę dojrzewania owoców zmiany chorobowe stają się głęboko zapadnięte, w końcu owoce pękają w kształcie litery X lub gwiazdy. Zakażone owoce nie tylko nie nadają się do sprzedaży, ale mogą również powodować znaczne szkody poprzez zgniliznę owoców po zbiorach, jeśli nie zostaną wykryte i usunięte. Chociaż choroba może infekować zarówno nowe, jak i stare liście, częściej występuje na dojrzałych liściach. Występuje szczególnie często przy uprawie pod osłonami.

## Epidemiologia
Patogen może przetrwać na zainfekowanych resztkach roślinnych przez co najmniej dwa lata. Ponieważ atakuje liczne gatunki roślin, może przetrwać także w otoczeniu upraw na wielu chwastach. Infekcja następuje przy wilgotnej pogodzie (podczas deszczów). Źródłem infekcji pierwotnej są konidia rozprzestrzeniane przez powietrze. Pierwszy okres ich uwalniania ma miejsce w godzinach przedpołudniowych. Konidia infekują nadziemne części pomidora. Rośliny pomidora są najbardziej wrażliwe na etapie sadzonek oraz tuż przed i podczas owocowania. W ciągu sezonu wegetacyjnego następuje wiele infekcji wtórnych.
Wykazano, że infekcja występuje w temperaturach od 20 °C do 32 °C. Długotrwała wilgotność i nawilżenie liści są najważniejszymi czynnikami rozwoju choroby i zarodnikowania. Sprzyjają infekcjom burze, gdyż powodują rozległe zranienia nadziemnych części rośliny, znacznie ułatwiając infekcje konidiów.